# Disturbia (песма)
„Disturbia“ је песма америчке певачице Ријане. Издата је 17. јуна 2008. као седми сингл са албума „Good Girl Gone Bad“ и као трећи сингл са допуњеног издања истог албума — „Good Girl Gone Bad: Reloaded“.

## Видео-спот
Видео-спот за ову песму је режирао Ентони Мандлер (енгл. Anthony Mandler). Ријана се у овом споту може видети, имеђу осталог, у соби за мучење и у соби која подсећа на гасну комору. Такође, у неким сценама је везана за столицу и преко руку јој прелазе тарантуле, а у неким носи бела сочива, тако да изгледа као да су јој се очи окренуле према унутрашњости главе.

## Издања
Сингл на компакт-диску у САД и Европи
1. ; 3:58)
2. ; 3:58)

Сингл од 12 инча у Европи
1. ; 7:46)
2. ; 9:18)
3. ; 8:16)
4. ; 3:59)

Дигитални сингл у Јапану
1. ; 3:58)
2. ; 3:52)
3. ; 3:58)

## Пласман на топ-листама
| Топ-листа                                  | Пласман |
| ------------------------------------------ | ------- |
| Ултратоп 50                                | 1       |
| Топ-листа синглова                         | 1       |
| Ромејнијан топ 100                         | 1       |
| Билборд хот 100                            | 1       |
| Поп 100                                    | 1       |
| Топ-листа синглова у Финској               | 2       |
| Канејдијан хот 100                         | 3       |
| Топ-листа синглова у Француској            | 3       |
| Топ-листа синглова у Уједињеном Краљевству | 3       |
| Норвешка                                   | 3       |
| А3 Аустрија топ 40                         | 4       |
| Траклистен                                 | 4       |
| Топ-листа синглова у Ирској                | 4       |
| Швајцарска музичка топ-листа               | 4       |
| Ултратоп 40                                | 4       |
| Сверигетоплистан                           | 4       |
| Мидија контрол чартс                       | 5       |
| Топ-листа                                  | 6       |
| Недерландзе топ 40                         | 10      |